# Chevrefoil

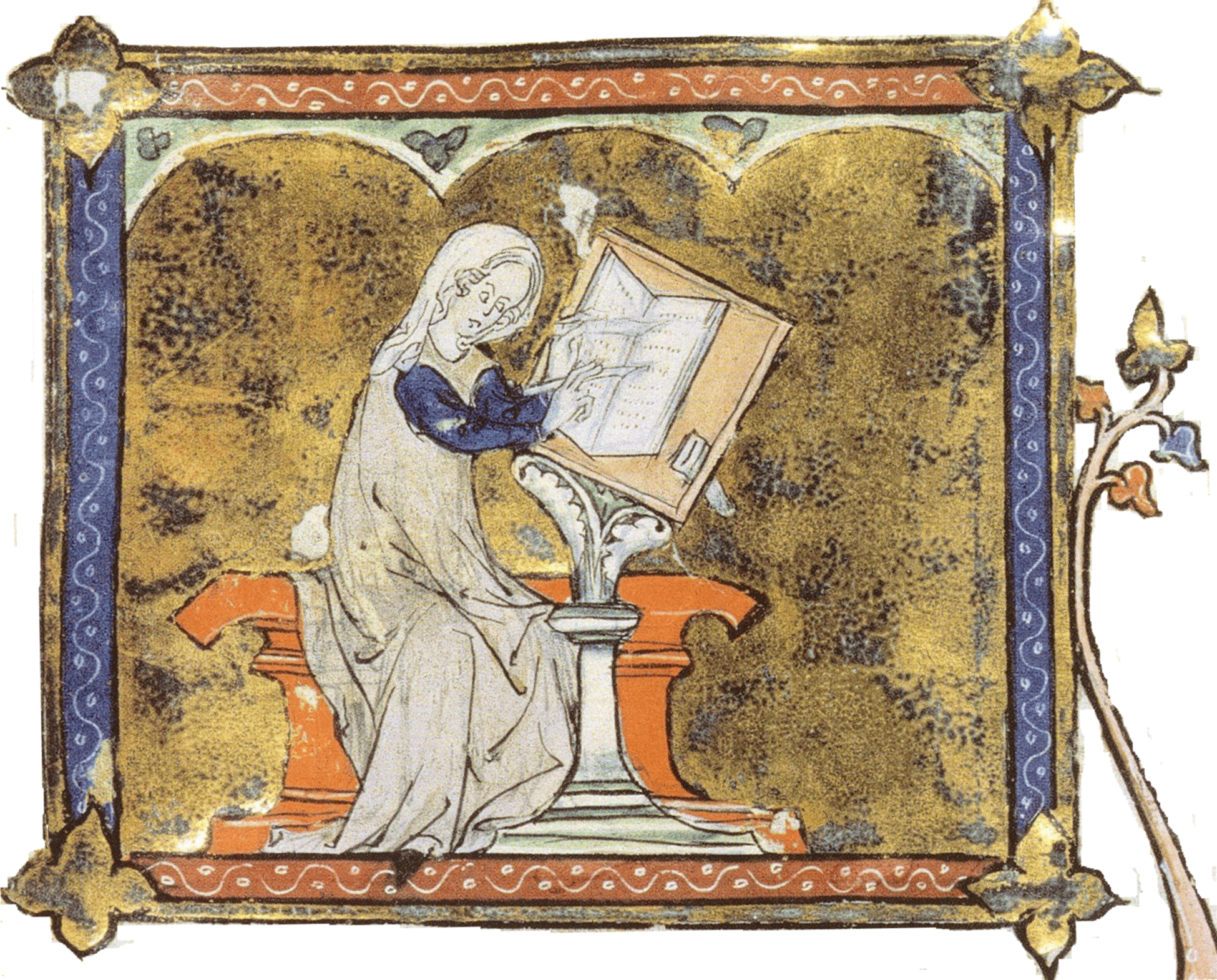
Enluminure représentant Marie de France, Paris, BnF, Bibliothèque de l'Arsenal, Ms. 3142, 256.

Chèvrefeuille est le onzième des « lais » écrits par Marie de France à la fin du XIIe siècle. Composé de cent dix huit octosyllabes, c'est le plus court du recueil. 
Le poème, inspiré d'un lai breton, reprend un épisode de la geste de Tristan.

## Résumé
Tristan est chassé du royaume de Marc, car il est amoureux de la reine. Il séjourne un an dans le sud du pays de Galles et revient en Cornouailles, où vit la reine. Il demeure caché dans la forêt, hébergé par des paysans. À la Pentecôte, les barons doivent se rassembler à Tintagel. Le jour du départ du roi, Tristan se rend dans la forêt à l'endroit où le cortège doit passer. Tristan grave son nom sur un coudrier et laisse un message à Iseult. Le message est qu'il ne peut vivre sans elle et qu'ils sont comme le chèvrefeuille qui s'enroule autour du coudrier, si bien que l'un et l'autre ne peuvent vivre longtemps l'un sans l'autre. La reine reconnaît le message, fait arrêter la troupe et va voir le bâton avec sa servante Brangien. Elle retrouve Tristan et ils se parlent à loisir. Elle lui explique comment se réconcilier avec le roi Marc. Tristan retourne au pays de Galles jusqu'à ce que le roi le fasse revenir. En souvenir de sa joie, Tristan compose le Lai du Chèvrefeuille.

## Origine
Ce lai constitue une des traces écrites les plus anciennes du cycle de Tristan et Iseult. Les critiques se sont donc beaucoup penchés sur les sources qui peuvent avoir été celles de la poétesse puisqu'elle donne le titre du lai en français et en anglais (v.115-116). Cela montre qu'elle a pu entendre les deux versions.
Christiane Marcello-Nizia, dans la chronologie qu'elle propose des textes appartenant au cycle de Tristan et Iseult, donne la date de 1165 pour la composition du lai, ce qui le rend antérieur au Tristant d'Eilhart d'Oberg (1170), au Tristan et Yseut de Thomas (1170-1173) et au Tristan et Yseult (1180). Cependant, cette chronologie reste incertaine. Il est néanmoins certain que le lai du Chevrefoil (v.35-43) est à rapprocher de la Folie Tristan de Berne (v.145-153). 
Marie indique elle-même dans ce lai notamment que ses sources sont à la fois orales et écrites : « Plusur le m’unt cunté e dit e jeo l’ai trové en escrit » (« Plusieurs me l'ont conté et je l'ai trouvé en écrit »). Il est clair qu'il s'agit de sources liées à la poésie des anciens Bretons, comme Marie l'écrit elle-même. 

## Analyse

### Noms des personnages
Marie de France appelle Tristan par une variante de son nom, "Tristram", tandis que Thomas et Béroul le nomment "Tristran". Bien qu'elle ne nomme jamais Iseut (qu'elle appelle seulement « la reine »), elle donne le nom de sa servante, Brenguein, qui est appelée "Brengain" par Thomas et "Brangien" par Béroul. On trouve les formes très proches "Tristrem" et "Brengwain" dans le poème anglais du XIVe siècle intitulé Sire Tristrem.

### Le problème du coudrier
Certains passages du poème posent problème auprès des traducteurs, tels que celui concernant le coudrier :
« Une coldre trencha par mi,

tute quarree la fendi.

Quant il a paré le bastun,

de sun cultel escrit sun nun. ».
La plupart des traducteurs l’interprètent de la même manière : Tristan coupe une branche de coudrier, puis il l'écorce ("l'équarrit", écrivent-ils, reprenant ainsi le mot "quarree") et y grave son nom. Toutefois, Françoise Morvan souligne que "quarree" également dans le au sens de "divisé en quatre" :
« en quatre furs esteit quarrez ;

pur umbre faire i fu plantez. ».
Soit, littéralement : « En quatre branches [le tronc] s'ouvrait : on l'avait planté là pour faire de l'ombre. »
De plus, le texte du "Chevrefoil" dit "Une coldre", donc de coudrier (un jeune noisetier), non pas une branche ou un rameau de cet arbre. Enfin, la poétesse utilise le verbe "fendre". Et pour que le nom de Tristan se lise, il doit être gravé dans l'écorce. Or, l'écrire sur une branche écorcée revient à le rendre invisible.
Françoise Morvan explique que Tristan a coupé transversalement en deux un coudrier. Puis, il en a fendu le haut du tronc en quatre, ce qui forme une croix qui, en plus de la signification symbolique qui est celle de l'arbre ouvert dans l'autre lai, unit les initiales des noms de Tristan et Iseut en un monogramme. Ensuite, il grave dans l'écorce son propre nom : Iseut reconnaitra le bâton ainsi planté en terre puisqu'elle a déjà eu l'occasion d'identifier ce symbole.
L'autrice explique avoir vu écrite et entendue conter l'histoire de Tristan. Ce lai fait donc allusion à un récit qui a disparu. L'épisode des copeaux subsiste à travers trois écrits. Chez Eilhart d'Oberg,Tristan peint une croix figurant les initiales des deux amants. Chez Gottfried von Strassburg, il grave un T sur une face et un I sur l'autre. Dans Sire Tristrem, il écrit des runes, puis les confie au ruisseau qui traverse la chambre d'Iseut pour lui faire savoir qu'il est dans le jardin. Dans les deux premiers cas, le bois sert à inscrire les initiales qui, une fois unies, forment une croix (à cinq branches si l'on écrit Iseut avec un Y). Plus proche du lai, le poème d'Eilhart d'Oberg montre Tristan s'embusquer sur le chemin de la reine, qui se rend à la Blanche Lande. Il lui lance une branche afin qu'elle comprenne qu'il est là.
Si la préparation de ce bâton demeure énigmatique, en revanche, il paraît clair que Tristan grave simplement son nom et non pas la longue phrase : « Bele amie, si est de nus : ne vus senz mei ne jeo senz vus ! » (« Belle amie, ainsi de nous : ni vous sans moi ni moi sans vous ! »). Il ne s'agit que du terme de l'explication fournie par Marie de France de la signification du nom gravé dans le bâton. Les guillemets sont ajoutés à cette phrase par les éditeurs afin de légitimer une explication qui fait perdre beaucoup de la force poétique à cette litote.
Une hypothèse prétend que l'inscription sur le coudrier s'inspirait de pratiques de la poésie irlandaise constituant à graver les poèmes en runes sur du bois. Elle va jusqu'à imaginer que Tristan écrivait tout un message (seize vers) en alphabet ogam sur la petite surface d'un bâton de noisetier écorcé. Mais il ne s'agit là que d'hypothèses issues de considérations ésotériques sans lien avec la simple pratique consistant à tracer des lettres sur du bois tendre. Comme l'explique Christian-Joseph Guyonvarc'h dans ses recherches, il est invraisemblable que cet alphabet soit utilisé, puisqu'il n'a servi qu'à transcrire l'irlandais, pas une langue brittonique quelconque (qui regroupe notamment le breton, le cornique et le gallois). Or, l'histoire de Tristan et Iseut relève du domaine brittonique. Enfin, les difficultés de lecture d'un alphabet crypté rend encore plus impossible cette hypothèse, surtout dans les conditions décrites dans le lai. Mireille Demaules évoque les diverses interprétations relatives au passage du coudrier dans son Tristan et Yseut.

### Une conclusion ambigüe
La conclusion du lai est ambigüe :
« Por la joie que il ot éue

De s’Amie qu’il ot véue,

E por ceo qu’il aveit escrit

Si cum la Reïne l’ot dit,

Por les paroles remembrer

Tristam ki bien saveit harper,

En aveit feit un nuvel Lai ».
Les trois "por" (pour) qu'elle contient ne sont pas même plan. De plus, les troisième et quatrième vers sont formulés vaguement, faisant peut-être allusion à la phrase que Tristan aurait écrit sur le bâton. D'où les différentes interprétations qu'ils ont suscité. Jean Rychner en cite pas moins de sept, mais il y en a eu depuis bien d'autres, toutes contradictoires. Il semble que Tristan a composé un lai pour conserver le souvenir de cette aventure et de la joie à revoir son amie. Mais le crée-t-il après avoir écrit cette aventure à la demande de la reine pour que les mots, fixés par la rime et la mélodie, ne soient plus oubliés ? Ou bien le compose-t-il parce qu'il a été heureux de la revoir et qu'il a fait comme elle le lui disait (écrire au roi pour rentrer en grâce) ? Ou encore parce qu'il a écrit sur le coudrier comme elle le lui avait demandé ? Il n'est pas possible d'en décider.
Certaines traductions essayent d'expliciter de manière univoque cette ambigüité, ce qui donne un texte très long et parfois plus difficile à comprendre qu'ils sont plus explicatifs. C'est le cas par exemple de celle de Leo Spitzer, celle de Jean Frappier, celle d'Alexandre Micha et celle Laurence Harf-Lancner.

### Sources
1. ↑  Sergent 2014, p. 295
2. ↑  Christiane Marchello-Nizia, Tristan et Yseut. Les premières versions européennes, Paris, Gallimard, coll. "Bibliothèque de la Pléiade", 1995, p.XLVI
3. 1 2 3 4  Marie de France, Lais, traduit, présenté et annoté par Françoise Morvan, 2008, Actes Sud.
4. ↑  Sergent 2014, p. 306
5. ↑  Tristan et Yseut, Mireille Demaules, Pléiade, 1995, p. 1301
6. ↑  White-Le Goff, Myriam, « Bernard Sergent, L’origine celtique des Lais de Marie de France », Cahiers de recherches médiévales et humanistes. Journal of medieval and humanistic studies,‎ 14 juillet 2015 (ISSN 2115-6360, lire en ligne, consulté le 25 septembre 2018).